# UN/EDIFACT
UN/EDIFACT, EDIFACT — система стандартов электронного обмена данными.

## История
Развитие Интернета с его низкой себестоимостью передачи данных сделало актуальной модернизацию EDI-систем для использования их в новой коммуникационной среде. В результате в середине 1980-х годов был разработан ещё один стандарт — EDIFACT over Internet (EDIINT), описывающий, как передавать EDI-транзакции посредством протоколов безопасной электронной почты SMTP/S-MIME. 
На базе GTDI международная организация по стандартизации ISO сформировала новый стандарт Electronic Data Interchange for Administration, Commerce and Transport (EDIFACT, ISO 9735), использующий в качестве транспортного протокола протокол электронной почты Х.400.

## Особенности
ООН рекомендует UN/EDIFACT. Он является единственным международным стандартом в управлении, коммерции и транспорте, и является преобладающим за пределами Северной Америки. Является основным на территории России и стран Таможенного союза. Выделяют несколько подмножеств стандарта UN/EDIFACT:
- Стандарт EANCOM используется в торговле
- Стандарт ODETTE используется в европейской автомобильной промышленности
- Стандарт CEFIC используется в химической промышленности
- Стандарт EDIFICE используется в электронике
- Стандарт EDICON используется в строительной отрасли
- Стандарт RINET используется в страховании
- Стандарт HL7 используется в здравоохранении.
- Стандарт IATA используется в авиа перевозках
- Стандарт SPEC 2000 используется в оборонной промышленности
- Стандарт SWIFT используется в банковской сфере
- Стандарт UIC 912 используется в железнодорожных перевозках